# Sauromatum venosum
Sauromatum venosum (Dryand. ex Aiton) Kunth, 1841 (volgarmente noto come giglio voodoo) è una pianta perenne della famiglia delle Aracee.

## Descrizione
Si presenta come un bulbo sferico e appiattito, di color marrone dal cui centro si sviluppa una spata floreale che negli esemplari più grandi può raggiungere il metro di altezza. Il fiore lungo e stretto è tinto di viola e puntinato di giallo all'interno sfumando quasi al nero sulla parte esterna. La crescita della spada floreale è molto rapida e quando sboccia emette un odore molto intenso e sgradevole. La fase vegetativa prosegue con l'emissione di un'unica foglia dalla forma molto simile ad una mano, sorretta da un robusto gambo dal colore biancastro fittamente maculato di punti neri. La foglia si seccherà verso l'inizio dell'autunno, quando il bulbo inizierà il riposo invernale. Tutte le parti di questa pianta sono velenose ed il contatto con la pelle può causare reazioni allergiche.

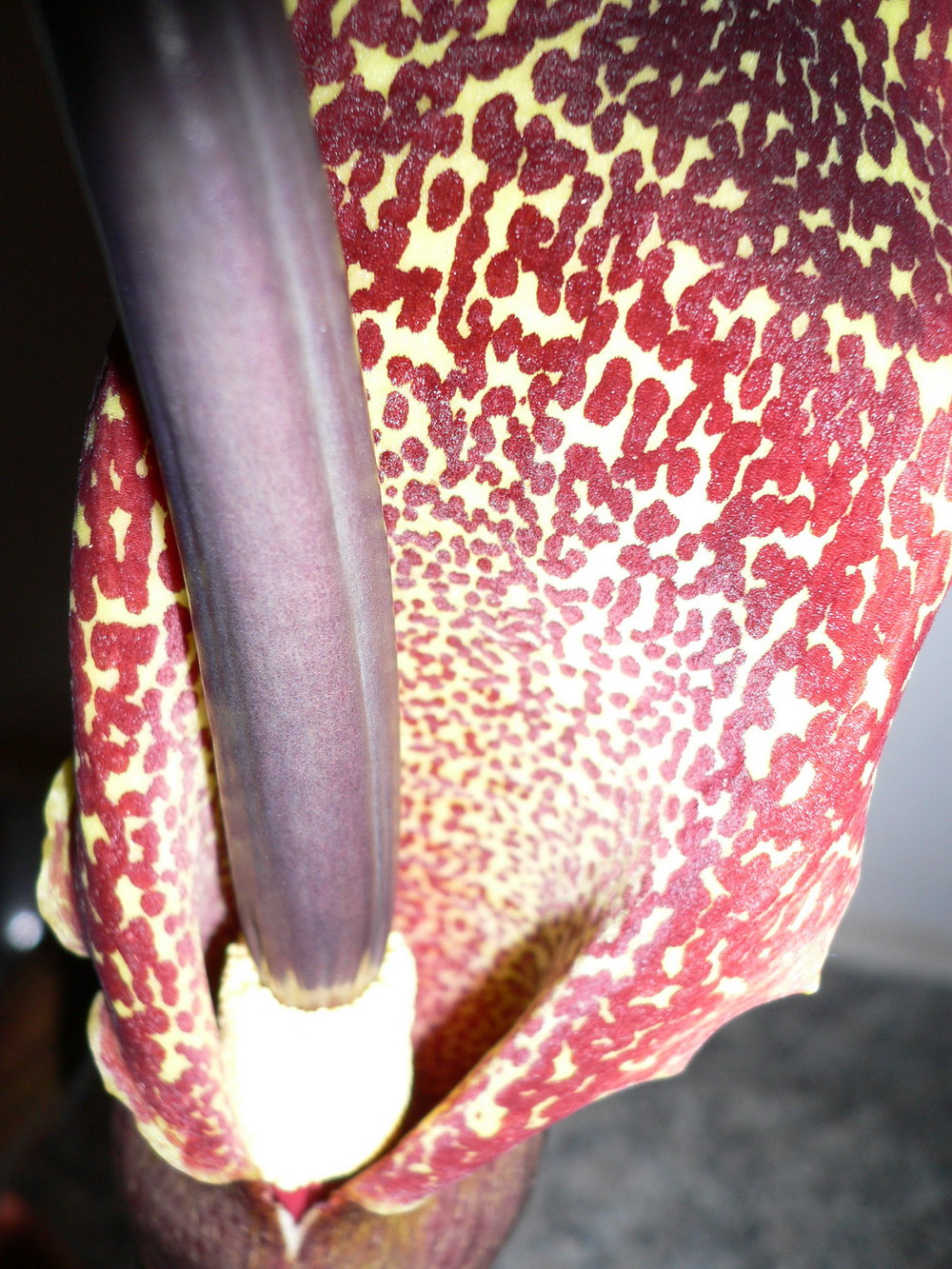
Particolare del fiore
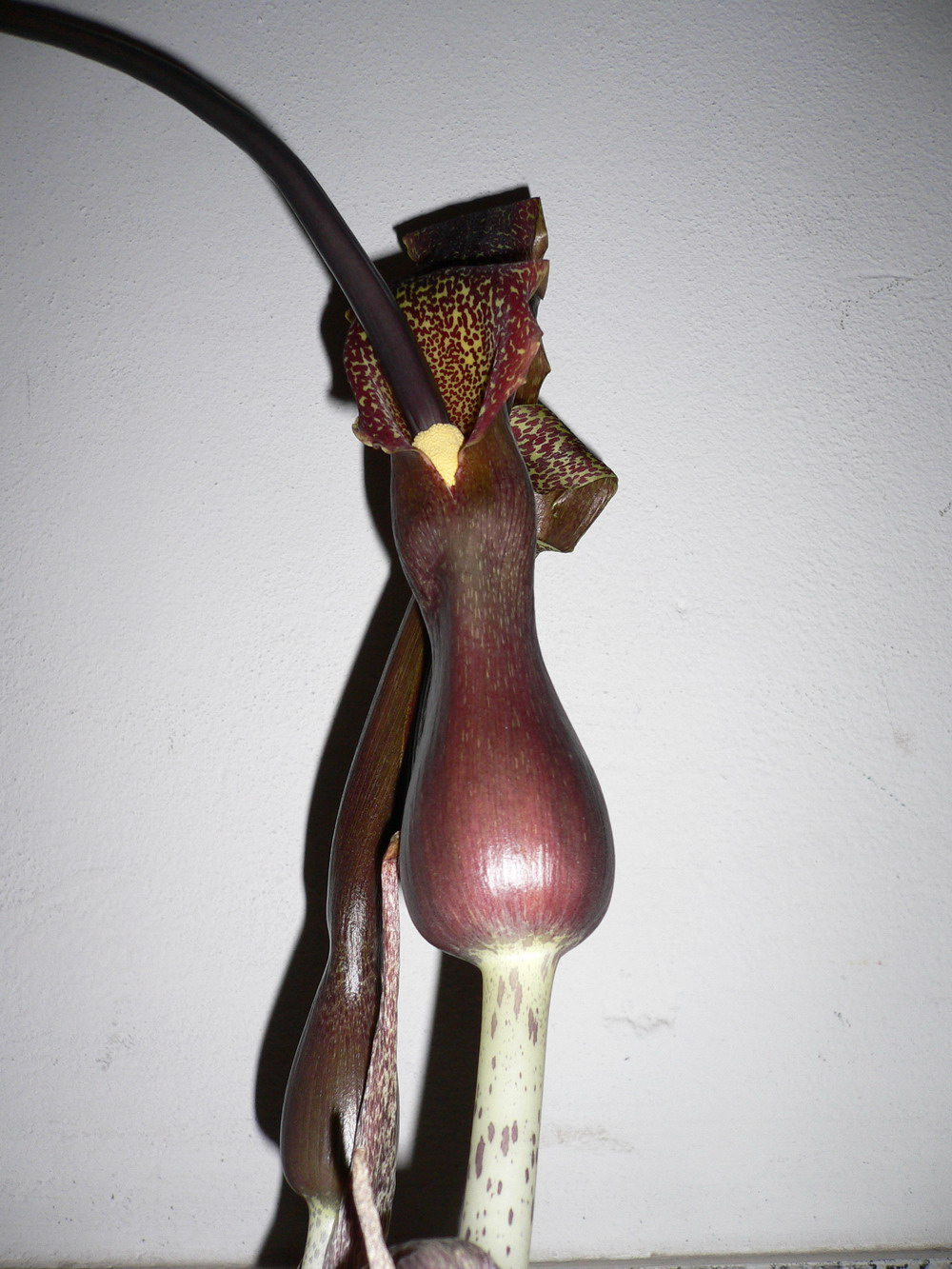
La lunga spata floreale
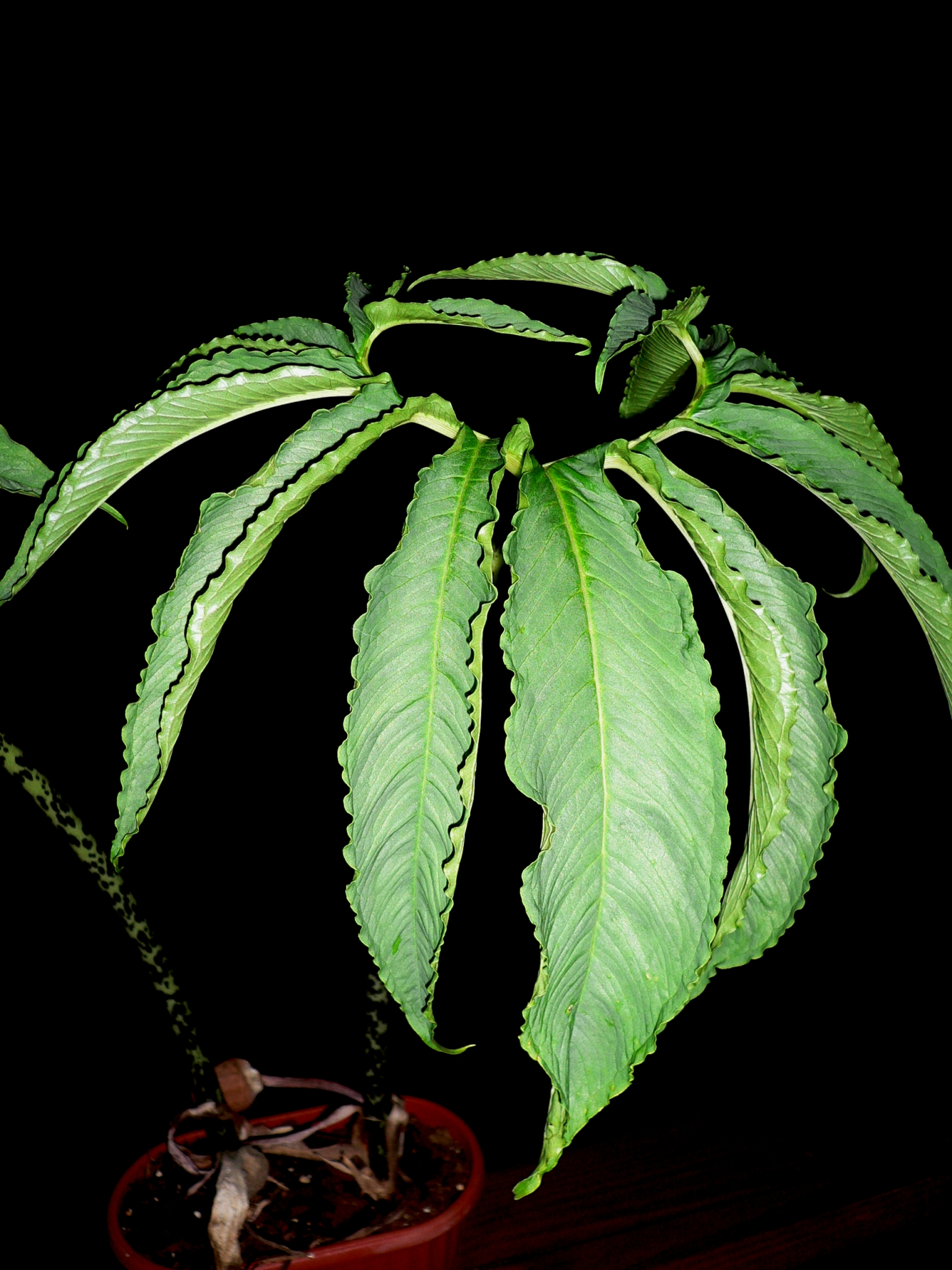
La caratteristica foglia a forma di mano

## Distribuzione e habitat
È una specie diffusa in Africa e Asia.
Cresce in ambiente temperato e in luoghi leggermente ombreggiati. Il periodo invernale coincide con il riposo del bulbo in ambiente totalmente secco, buio e fresco. La prima fase del ciclo vitale va da marzo a giugno, periodo di fioritura della pianta.

## Tassonomia
Questa pianta presenta numerosi sinonimi, visto che la sua classificazione ha avuto diverse modifiche rispetto a quella di origine. Lo possiamo quindi riconoscere anche come Arum cornutum, Arum guttatum, Sauromatum guttatum, Typhonium venosum.